# Vereda (Albacete)
Vereda es un barrio situado al este de la ciudad española de Albacete. De forma triangular, linda con los barrios de San Pablo al norte y Santa Teresa al sur. Tiene una población de 3894 habitantes (2012).

## Geografía
El barrio está situado al este de la ciudad de Albacete, entre las calles Vereda Jaén, Alcaraz y Honduras al este y la carretera de Jaén al norte. Linda con los barrios San Pablo al norte y Santa Teresa al sur. Forma parte del distrito C de Albacete junto con los barrios Fátima, Franciscanos, Parque Sur, Pedro Lamata, San Pedro Mortero, Santa Teresa y Sepulcro-Bolera.

## Demografía

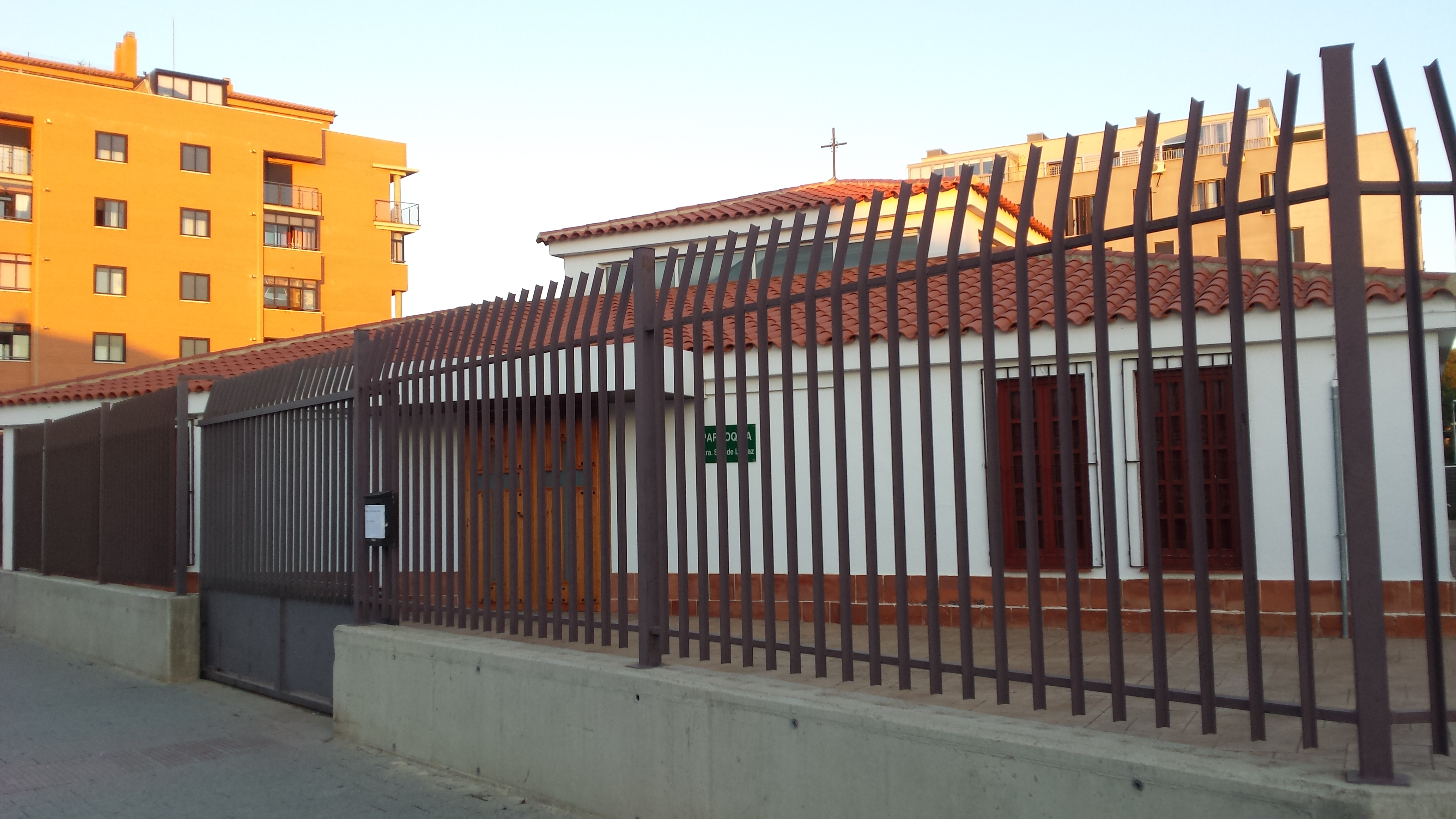
Iglesia de Nuestra Señora de la Paz

Vereda tiene 3894 habitantes (2012). Ha aumentado su población en los últimos años de forma significativa. Es el barrio más joven de Albacete demográficamente hablando –exceptuando el barrio de La Milagrosa por sus características especiales–, con una elevada cifra de parejas y matrimonios jóvenes con niños. La población mayor de 65 años supone el 5,9 %. El nivel de estudios de sus habitantes es inferior a la media de la ciudad. La realidad económico-empresarial del barrio es mejor que la media de Albacete en su conjunto. Vereda es el barrio de Albacete con mayor número de habitantes en viviendas hipotecadas, más de la mitad del total del barrio.

## Religión
El barrio alberga la iglesia de Nuestra Señora de la Paz, ubicada en el límite con el barrio de Santa Teresa según la delimitación oficial del Ayuntamiento de Albacete, la Casa de Ejercicios de Albacete y el convento de las Carmelitas Descalzas, fundado a mediados del siglo XX.

## Deporte

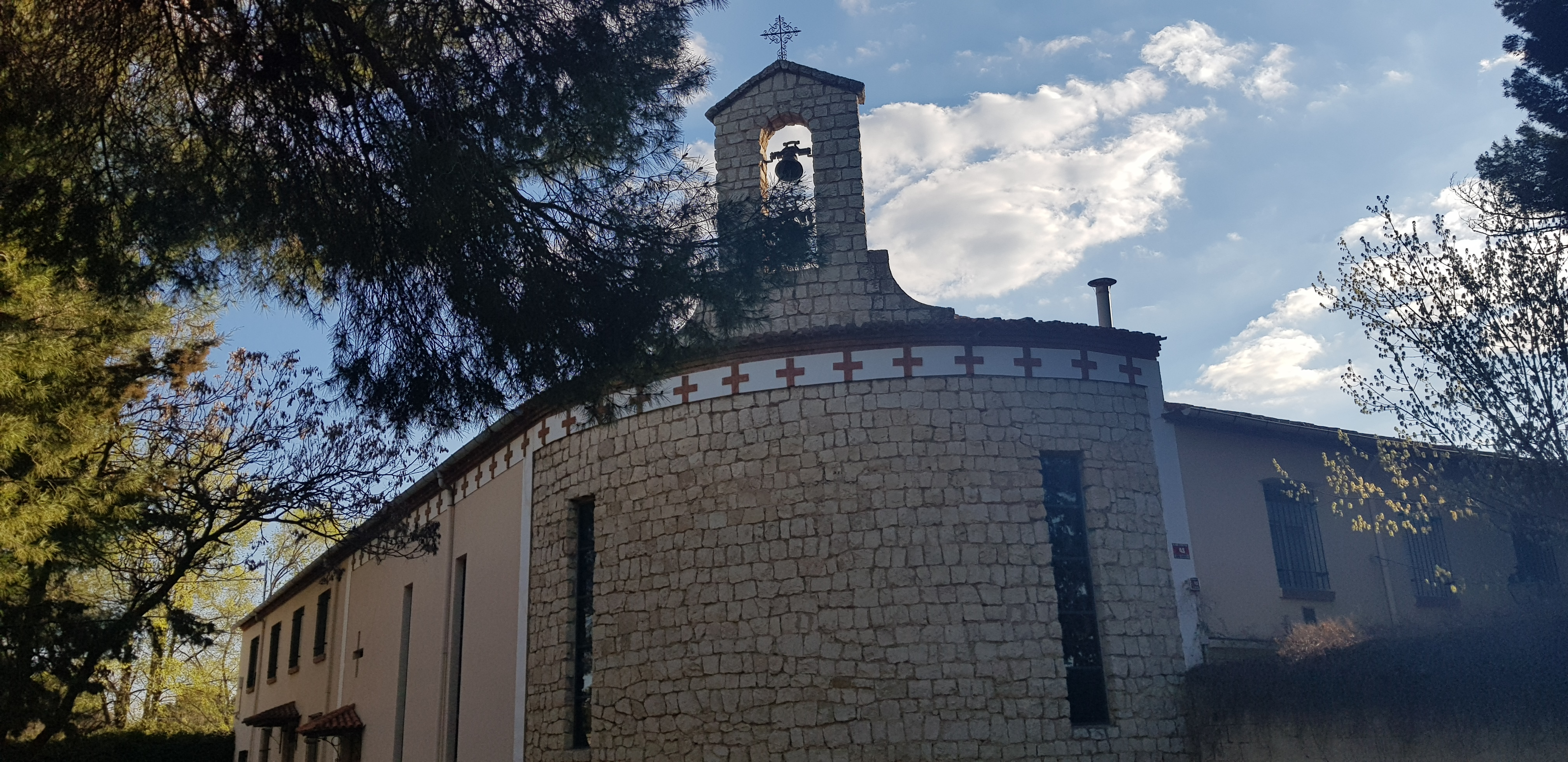
Convento de las Carmelitas Descalzas

El barrio de Vereda alberga el Pabellón Polideportivo Vereda, inaugurado en 2002.

## Fiestas
Las fiestas oficiales del barrio tienen lugar anualmente a principios de julio.

## Transporte
En autobús urbano, el barrio queda conectado mediante las siguientes líneas:
| Línea | Trayecto | Recorrido                                                         | Frecuencia                                         |
| ----- | --- | ----------------------------------------------------------------- | -------------------------------------------------- |
|       | Campus UCLM-Vereda | Recorrido Archivado el 1 de noviembre de 2014 en Wayback Machine. | 12-18 minutos                                      |
|       | Estación de Albacete-Los Llanos-Estación de Autobuses-Hospital General Universitario-Hospital Universitario del Perpetuo Socorro | Recorrido Archivado el 22 de febrero de 2014 en Wayback Machine.  | 15-22 minutos                                      |
|       | Albacete-Parque Empresarial Campollano                                                                                           | Recorrido Archivado el 17 de abril de 2014 en Wayback Machine.    | Salidas 7:20, 8:20, 14:40, 15:20 (desde la ciudad) |